# B.B. Kahane
B.B. Kahane (ur. 30 listopada 1891, zm. 18 września 1960) – amerykański producent filmowy. Był także przewodniczącym Amerykańskiej Akademii Sztuki i Wiedzy Filmowej w latach 1959-1960. Otrzymał Oscara Honorowego za całokształt osiągnięć jako producent podczas 30. ceremonii wręczenia Oscarów.